# Chipzel
Chipzel, pseudoniem van Niamh Houston (Strabane, 23 september 1991) is een Noord-Ierse muzikant. Met behulp van de Game Boy produceert ze bitpop en chiptune. In 2012 componeerde ze muziek voor het indie computerspel Super Hexagon wat haar een BAFTA-nominatie opleverde. Tijdens liveoptredens gebruikt Chipzel twee Game Boys, LSDj en een mengpaneel om de muziek te mixen.

## Biografie
Chipzel werd geboren in Strabane, een town in het westen van Noord-Ierland. Rond haar vijftiende kwam ze in aanraking met bitpop en chiptune. Ze werd voornamelijk geïnspireerd door Sabrepulse en begon haar eigen muziek te maken. Dit leidde tot het - in eigen beheer - uitbrengen van de ep Judgement Day in 2009. Vervolgens bracht ze in 2010 het album Disconnected uit. In 2011 trad ze op tijdens het Blip Festival in New York.
In 2012 gaf Chipzel het album Phonetic Symphony uit. Niet lang daarna werd ze door computerspelontwikkelaar Terry Cavanagh gevraagd om de track Courtesy te gebruiken voor het spel Hexagon. Cavanagh luisterde naar de track terwijl hij het spel ontwikkelde tijdens de game jam Pirate Kart V. Chipzel ging op het verzoek in. Enkele maanden later nam Cavanagh opnieuw contact op. Hij wilde Chipzel's muziek gebruiken voor Super Hexagon, een uitgebreide versie van hetzelfde spel. Als gevolg hiervan werd in september 2012 Super Hexagon EP uitgebracht. Hierop stonden Courtesy, Focus van Phonetic Symphony en de nieuwe track Otis.
Super Hexagon bleek erg succesvol en kreeg positieve recensies. Chipzel werd genomineerd voor een BAFTA. Deze aandacht voor haar muziek motiveerde Chipzel om vaker muziek te produceren voor computerspellen. Als dank voor de aandacht en het succes die ze kreeg naar aanleiding van Super Hexagon, bracht Chipzel in oktober 2012 de ep Fragments  gratis uit.
In 2013 bracht Chipzel de soundtrack uit van het computerspel Spectra. Tussen 2013 en 2015 werkte ze aan de soundtrack van het computerspel Interstellaria. Zowel het spel als de soundtrack werden uitgebracht op 17 juli 2015. In 2014 volgde de soundtrack voor het computerspel Size DOES Matter.
Op 13 augustus 2015 verzorgde Chipzel de opening van het computerspelfestival Dare ProtoPlay in Dundee te Schotland.

## Discografie
Albums
- Disconnected, 2010
- Phonetic Symphony, 2012
- Fragments, 2012
- Chime Sharp, 2015
- Only Human, 2015

Soundtracks (selectie)
- Super Hexagon, 2012
- Spectra, 2013
- Size DOES Matter, 2014
- Interstellaria, 2015
- Octahedron, 2018